# Caso De Miguel
El caso De Miguel es el nombre con el que se conoce a una de las tramas de corrupción del Partido Nacionalista Vasco, sobre una red de corrupción política vinculada al PNV de Álava y al PNV nacional. Es el caso de corrupción más grande jamás juzgado en el País Vasco.

## Desarrollo del caso
El caso De Miguel es el nombre con el que se conoce la trama delictiva de cobro de comisiones ilegales, cuyo principal acusado es Alfredo de Miguel, que era el diputado foral de Administración Local de la Diputación Foral de Álava en 2009, cuando estalló el caso, y para quien la Fiscalía solicita 54 años y 11 meses de prisión por liderar supuestamente un entramado societario que se dedicaba a cobrar comisiones en la adjudicación de contratos públicos.
El juicio oral se abrió en enero de 2018, ocho años y un mes después de la denuncia presentada en diciembre de 2009 por la abogada Ainhoa Alberdi tras negarse a pagar una comisión de 100.000 euros que De Miguel y Telleria supuestamente habían exigido a la empresa de la que era administradora.
En total hay 26 imputados y la Fiscalía pide penas que suman 440 años de cárcel para 26 procesados. Imputa a De Miguel un total de 27 delitos, entre ellos cohecho, asociación ilícita, blanqueo de capitales y tráfico de influencias.
Para Telleria y Otxandiano, exmiembros de la Ejecutiva del PNV de Álava, solicita 32 años y dos meses para cada uno. También están encausadas las mujeres de estos tres dirigentes nacionalistas y la hermana del principal acusado.
En 2018 en juicio oral el fiscal Josu Izaguirre, conocido como «el azote del PNV, PP y PSE», afirmó que los implicados en el 'caso De Miguel' «estaban amparados por todo el 'establishment' del PNV».

## Personas clave
- Roberto Ramos. Titular del juzgado de Instrucción número 4 de Vitoria hasta 2015. Magistrado sin proyección pública y del que en medios judiciales se valora su capacidad de trabajo. Asumió en marzo de 2010 la investigación del mayor sumario de corrupción del País Vasco y solicitó un traslado a un juzgado de lo Penal también en la capital vasca tras dictar en marzo de 2015, cinco años después, el auto con el que se cerraba la causa y en el que se desmenuzaba la trama de cobro de comisiones articulada en torno al que fuera dirigente del PNV Alfredo de Miguel.[17]
- Josu Izaguirre. Fiscal jefe de Álava. Recibió en diciembre de 2009 la denuncia de Ainhoa Alberdi. En los cuatro meses que siguieron a esa primera comparecencia en los juzgados, Izaguirre contrastó algunos extremos de su testimonio hasta decidirse a interponer una denuncia formal contra De Miguel y otras siete personas en marzo de 2010. Desde entonces, ha impulsado la causa en perfecta sintonía con el juez Ramos, lo que le ha valido encontronazos con el PNV, que ha denunciado que existe cierto afán persecutorio contra la formación política.[18]
- Ertzaintza. Agentes de la unidad especializada en delitos económicos de la Policía vasca han elaborado tres informes sobre la trama económica. El primero fue entregado en octubre de 2010 y analizaba las 24 grabaciones aportadas por Alberdi, así como los nombres de las personas y sociedades mercantiles que se citaban en su denuncia inicial. El segundo llegó al juzgado en julio de 2011 y constataba que la trama de De Miguel había percibido comisiones ilegales e incurrido en prácticas de blanqueo de capitales. El tercero es de diciembre de 2013 y se centra en la compleja operación urbanística de Zambrana.
- Ainhoa Alberdi. Abogada urbanista. Compró a Jon Iñaki Echaburu la asesoría Urbanorma Consulting y descubrió que la empresa, que había sido beneficiaria a dedo del contrato para la ampliación del parque tecnológico de Miñano, habría pactado abonar una comisión de 100 000 euros a dos políticos, Alfredo de Miguel y Aitor Tellería. Aseguró que no solo querían que pasara por caja sino que la habían extorsionado hasta el punto de reunirse con su padre. Ha ratificado su versión en al menos tres ocasiones.[19]
- Javier Ruiz de Arbulo. Político del PP y abogado. En 2010 y 2011 ejerció como presidente de la comisión de investigación que analizó en las Juntas Generales de Álava una de las derivadas del caso De Miguel, la recalificación de Zambrana. «Se han cometido graves irregularidades con consecuencias políticas evidentes», declaró al término de los trabajos.
- Juanjo Agirrezabala. Político de EA y posteriormente de la coalición EH Bildu. En 2010, 2011 y 2012 ejerció como presidente de la comisión de investigación que analizó en el Parlamento Vasco algunas de las derivadas del caso De Miguel junto al caso Tellería y al caso Zubiaurre. «No voy a permitir que nada ni nadie torpedee esta investigación», declaró.

Los tres magistrados que juzgarán la trama son Jaime Tapia, que presidirá el juicio, Elena Cabero, que será la ponente y redactora de la sentencia, y Raúl Aztiria. Son jueces de la sección penal de la Audiencia de Álava, que tendrá que ser reforzada durante 2018 para liberar a estos tres togados durante varios meses.